# Idaea substriata
Idaea substriata är en fjärilsart som beskrevs av Turati 1930. Idaea substriata ingår i släktet Idaea och familjen mätare. Inga underarter finns listade i Catalogue of Life.